# 普萊森特鎮區 (伊利諾伊州富爾頓縣)
普萊森特鎮區（英語：Pleasant Township）是位於美國伊利諾伊州富爾頓縣的一個行政鎮區。

## 地方資料
根據2010年美國人口普查的數據，普萊森特鎮區的面積為96.30平方千米，當中陸地面積為96.25平方千米，而水域面積為0.05平方千米。當地共有人口707人，而人口密度為每平方千米7.34人。